# Lithacodia brunnea
Pseudodeltote brunnea là một loài bướm đêm trong họ Noctuidae.